# Мисливці за відьмами
«Мисли́вці за ві́дьмами» (англ. Hansel and Gretel: Witch Hunters) — американський містичний бойовик режисера Томмі Віркола у форматі 3D. Зважаючи на те, що фільм є вільною інтерпретацію сюжету казки «Гензель та Гретель» Братів Грімм, може сприйматися, як її ймовірне продовження. При цьому зв'язком з оригінальною казкою виступають лише імена головних героїв та дещо схожа історія, про яку розповідається на початку фільму. Прем'єра в Україні відбулася 31 січня 2013 року.

## Сюжет
За сюжетом відомої казки, Гензель та Гретель опиняються в лісі, куди їх заводить батько, щоб заховати дітей. Брат і сестра потрапляють у пастку відьми, чий будиночок побудовано з цукру та інших солодощів. Відьма має намір з'їсти дітей, проте їм вдається вбити її завдяки своїй несприйнятливості до магії, і втекти.
Після моторошних подій в пряничному будиночку минуло багато років. Брат і сестра Гензель та Гретель стали грізною командою мисливців за головами, які відстежують та вбивають відьом по всьому світу.

## У ролях
- Джеремі Реннер — Гензель
- Джемма Артертон — Гретель
- Фамке Янссен — Мюріель
- Петер Стормаре — шериф Беррінгер
- Томас Манн — Бен
- Дерек Мірс — Едвард
- Моніка Гандертон — Цукеркова відьма /Мати
- Інгрід Болсай Бердан — Рогата відьма
- Зої Белл — Висока відьма
- Піхл Віітала — Міна
- Іоанна Куліг — Рудоволоса відьма
- Робін Еткін Доунес — голос Едварда

## Створення
Зйомки почалися в березні 2011 року й проходили в Бабельсберзі, Брауншвейгу та Берліні. 3 грудня 2011 року Entertainment Weekly випустив перший кадр фільму. Спочатку прем'єра планувалася на березень 2012 року, та згодом була перенесена на 11 січня 2013 року. Зрештою термін прем'єои було знову переглянуто, цього разу була визначена дата 25 січня 2013 року. Перший трейлер до фільму було випущено 5 вересня 2012 року.Зрештою фільм вийшов 17 січня 2013. Планується 2 частина стрічки.

## Саундтрек
| #   | Назва                                 | Тривалість |
| --- | ------------------------------------- | ---------- |
| 1.  | «The Witch Hunters»                   | 2:29       |
| 2.  | «Business Is Good»                    | 2:11       |
| 3.  | «Trolls Serve Witches»                | 3:33       |
| 4.  | «Lost Children Crying, Vol. 2»        | 2:33       |
| 5.  | «You Do the Bleeding»                 | 3:34       |
| 6.  | «There Are Good Witches in the World» | 4:11       |
| 7.  | «This Place Could Use a Bit of Color» | 4:17       |
| 8.  | «Goodbye Muriel»                      | 3:21       |
| 9.  | «Don't Eat the Candy»                 | 3:48       |
| 10. | «Burn 'Em All»                        | 5:03       |
| 11. | «White Magic»                         | 1:52       |
| 12. | «Shoot Anything That Moves»           | 3:29       |
| 13. | «The Fairy Tale»                      | 2:53       |
| 14. | «Augsburg Burns»                      | 4:20       |

## Сіквел
Вихід другої частини заплановано на 2016 рік.

## Цікаві факти
- На роль Гретель розглядалися Діане Крюгер, Ева Грін та Нумі Рапас.[9][10]
- У своєму інтерв'ю на фестивалі в Каннах 2011 року Фамке Янссен заявила, що вона погодилася на роль отаманші відьом, бо мала виплачувати борги. Янссен неодноразово згадувала, починаючи з 2007 року, що готує фільм «Погана матуся» (2011), в якому дебютувала як режисер/сценарист. Фінансування та розповсюдження фільму зіткнулися з фінансовими труднощами, зокрема через економічну кризу 2008 року. До того ж у той період акторка практично не знімалася в кіно.
- Відьма Мюріель у виконанні Фамке Янссен здатна рухати предмети, не доторкаючись них, як і Джин Грей у виконанні Янссен в «Людях Ікс».